# Ana Kokić
Ana Kokić (en serbio: Ана Кокић, nombre de casada: Ana Rađen) nació el 11 de marzo de 1983 en Belgrado, Yugoslavia, y es una cantante de turbo-folk y modelo serbia.
Antes de comenzar su carrera en solitario se unió al grupo Energija, donde grabó tres discos. Participó en el festival "Sunčane saurios" en Herceg Novi en 2004 y en el Grand Festival de 2006. Lanzó tres álbumes para el sello "Gran Produkcija", el último de ellos, Psiho. Sus mayores éxitos son "Mojne Mala", "Čujem Da", "Svejedno", "Odjednom", "Interfon", "Idemo Na Sve" y "Ako Ljubav Nestane" . También grabó dos duetos “Ako Ljubav Nestane”, con Saša Kapor y "Rezervno Rešenje" con Blizanci. Está casada con el jugador de waterpolo serbio Nikola Rađen.

## Discografía
- 2006 – Mojne Mala
- 2007 – Šta Će Meni Ime
- 2011 - Psiho

### Sencillos
- 2006 - "Svejedno"
- 2009 - "Letnja Sema"